# NGC 6317
NGC 6317 es una galaxia lenticular (S0) localizada en la dirección de la constelación de Draco. Posee una declinación de +62° 53' 53" y una ascensión recta de 17 horas, 08 minutos y 59,3 segundos.
La galaxia NGC 6317 fue descubierta el 2 de junio de 1883 por Lewis A. Swift.